# Livio Galanti
Livio Galanti (Pozzo di Mulazzo, 7 settembre 1913 – Pozzo di Mulazzo, 3 novembre 1995) è stato un critico letterario italiano, chiosatore delle opere di Dante Alighieri.

## Biografia
Dantista e poeta, alla sua figura è dedicato il Museo Dantesco Lunigianese, presso la "Casa di Dante in Lunigiana", a Mulazzo.
Insegnante e preside di scuola elementare, è stato sindaco di Villafranca in Lunigiana e di Mulazzo. Durante la sua amministrazione mulazzese ha promosso la riqualificazione della cosiddetta "Zona Dantesca" del Borgo Storico Monumentale in occasione del VII centenario della nascita del Poeta, nel 1965, commissionando, tra l'altro, allo scultore carrarese Arturo Dazzi la statua del Dante. Alla sua figura è stata dedicata dal Centro Lunigianese di Studi Danteschi l'Epigrafe del Centenario (DCC anniversario della venuta di Dante in Lunigiana), affissa sulla parete ovest della casa-torre del XIII secolo che ospita la  "Casa di Dante in Lunigiana", a Mulazzo.

## Studi
Livio Galanti è da ricordare soprattutto per la determinazione del termine "ad quem" dell'arrivo di Dante in Lunigiana (12 aprile 1306), ricavato dalla profezia astronomica del Canto VIII del Purgatorio. Lo studio, vincitore del concorso nazionale dantesco del 1965 (commissione d'esame presieduta da Umberto Bosco), fu pubblicato dall'Autore vent'anni dopo (Il soggiorno di Dante in Lunigiana, 1985).
Nel corso della sua carriera di studioso il Galanti ha proposto una nuova interpretazione per la profezia del veltro legata agli ordini mendicanti (La lupa e il veltro, 1983), mentre per quanto concerne gli argomenti lunigianesi ha soprattutto compiuto una eccezionale opera di ordinazione delle Referenze Dantesche Lunigianesi (Il soggiorno di Dante in Lunigiana, 1985) in cui spicca l'analisi degli Atti della Pace di Castelnuovo. Ha lasciato anche lavori specialistici originali intorno all'Epistola di frate Ilaro (La lettera di frate Ilaro del Corvo, 1984) e alla produzione poetica del Malaspina poeta provenzale (Il marchese poeta Alberto Malaspina, 1984).
Negli ultimi anni  ha ipotizzato l'esistenza in Lunigiana di un possibile sepolcro della moglie del conte Ugolino (La Lunigiana nella Divina Commedia - Postilla storica all'episodio del conte Ugolino, 1988); inoltre si è soffermato su tutti i possibili influssi che il soggiorno di Dante in Lunigiana può avere avuto sulla composizione della Divina Commedia (La Lunigiana nella Divina Commedia - Contributi che la regione ha fornito al Poeta per il suo immortale capolavoro, 1988), ha sostenuto nel Poema un ruolo centrale della Madonna (La Madonna nel concetto strutturale della Divina Commedia, 1989) ed ha cercato di dimostrare che la redazione della cantica del Purgatorio è avvenuta nel corso di una seconda venuta del poeta in Lunigiana (Il secondo soggiorno di Dante in Lunigiana e la composizione del Purgatorio, 1993, prefazione di Giorgio Barberi Squarotti).
L'ultima opera, considerata il suo testamento spirituale, è stata l'analisi della leggenda del ritrovamento dei primi sette canti dell’Inferno (Io dico seguitando… - Il ritrovamento dei primi sette canti dell'Inferno e la ripresa della composizione della Commedia, 1995, con prefazione di Vittorio Vettori).
Livio Galanti è stato anche un interessantissimo poeta, del cui valore si è occupato il Centro Lunigianese di Studi Danteschi il 7 settembre del 2013, in occasione del centenario della nascita, quando presso la struttura museale della 'Casa di Dante in Lunigiana' è stato anche emesso uno speciale annullo filatelico. Sue schede sono presenti sull'ultima edizione della Storia della Letteratura Lunigianese.